# 藤川幸之助
藤川 幸之助（ふじかわ こうのすけ、1962年4月8日 - ）は、日本の詩人、児童文学作家、写真家、講演家である。日本児童文学者協会会員。

## 来歴
熊本県湯前町に生まれる。熊本県立熊本高等学校、長崎大学大学院教育学研究科修了。学生の頃、谷川俊太郎の詩集『日々の地図』（集英社、1982年）に感銘を受け、詩作を始める。長崎県の小学校教員として生計を立てながら、ひたすら詩を書く日々を送る。
26歳の時、母親がアルツハイマー型認知症になる。父の死後、その遺言により母の介護を本格的に始めることに。24年間に及ぶ介護体験をもとに、命や認知症を題材にした作品を発表し、認知症への理解を深めるため全国各地で講演活動を行なっている。「子ども達にどのように認知症を伝えるか」というテーマで研究を進め、日本認知症ケア学会の「未来をつくる子どもたちの作文コンクール」では、2014年から10年間選考委員長を務めている。2023年から三井住友信託銀行主催の「わたし大賞」の選定委員を務めている。
影響を受けて来た詩人・谷川俊太郎とは、2008年に詩集『満月の夜、母を施設に置いて』（中央法規、2008年）という共著を作っている。その後、詩文集『まなざしかいご　認知症の母と言葉をこえて向かいあうとき』（中央法規、2010年）や自選詩集『支える側が支えられ 生かされていく』（致知出版、2020年）では、書籍の帯文を谷川俊太郎が書いている。谷川俊太郎は藤川の詩について「本当にリアルな現実の話を書いていて、それもほとんど散文的に書いている。それがすごくいいんですよ。」とか、「詩がね、いわゆる現代詩と全然違う世界なんですけれど、なんかやっぱり、現実に基礎をおいた詩っていうのは強いなーって感じましたね。」と自著の中で述べている。
講演は500回に及ぶ。藤川は「言葉になってしまった詩の後ろにはもっと豊かな世界が広がっていて、詩は朗読されてはじめてその本当の姿を現す時があるのだ。」と述べ、講演やYouTubeで認知症の母との体験を織り交ぜながら音楽に乗せて自らの詩を朗読する。これはまさにポエトリーリーディングである。

## 著作

### 詩集・エッセイ
- エッセイ集『母はもう春を理解できない』（harunosora）2021年
- 自選詩集『支える側が支えられ 生かされていく』（致知出版）2020年
- 詩集『徘徊と笑うなかれ』（中央法規）2013年
- ポストカード詩集『命が命を生かす瞬間』（東本願寺出版）2013年
- 詩集『手をつないで見上げた空は』（ポプラ社）2012年
- 詩文集『まなざしかいご　認知症の母と言葉をこえて向かいあうとき』（中央法規）2010年
- 写真詩集『この手の空っぽは きみのために　空けてある』PHP出版 2009年
- 詩集『満月の夜、母を施設に置いて』対談・谷川俊太郎　絵・松尾たいこ（中央法規）2008年
- 詩集『やわらかな まっすぐ』（PHP出版）2007年
- 詩集『君を失って、言葉が生まれた』（ポプラ社）2006年
- 詩集『ライスカレーと母と海』（ポプラ社）2004年
- 詩集『マザー』（ポプラ社）2000年
- CD版『マザー』（ポプラ社）2000年
- 『こころインデックス』（教育出版センター）1993年

### 絵本
- こどもにつたえる認知症⑤『じいちゃん、出発進行！』（クリエイツかもがわ）2021年
- こどもにつたえる認知症④『赤いスパゲッチ』（クリエイツかもがわ）2021年
- こどもにつたえる認知症③『一本の線をひくと』（クリエイツかもがわ）2020年
- こどもにつたえる認知症②『おじいちゃんの手帳』（クリエイツかもがわ）2020年
- こどもにつたえる認知症①『赤ちゃん キューちゃん』（クリエイツかもがわ）2020年
- 『大好きだよ キヨちゃん。』（クリエイツかもがわ）2006年

### 共著
- 『心が楽になる介護のヒント』読売新聞生活部 編（中央公論新社）藤川幸之助、ねじめ正一他2013年[16]
- 『人間といういのちの相(すがた)〈4〉』（東本願寺出版）藤川幸之助、天童 荒太他 2011年
- 『私、バリバリの認知症です』（クリエイツかもがわ）2006年
- 『長崎の童話』（リブリオ出版） 2000年
- 『熊本の童話』（リブリオ出版） 2000年

### 作詞・作曲
- 長崎市立晴海台小学校 校歌 - 作詞・作曲

### 作品連載・寄稿[17]
- 雑誌「カイゴのチカラNo.132」（社会福祉振興・試験センター）2024年12月1日発行・エッセイ「言葉のない認知症の母との対話〜その存在に耳を澄ます〜」
- 詩誌「ざわざわー子ども文学の実験ー」９号（四季の森社）2024年10月10日・詩「一本の線を引くと」
- 詩誌「ざわざわー子ども文学の実験ー」８号（四季の森社）2023年9月15日・詩「戦争」
- 詩誌「ざわざわー子ども文学の実験ー」7号（四季の森社）2022年9月1日・詩「呼び名」
- 詩集『畑島喜久生詩集 (現代こども詩文庫3)』四季の森社　2022年5月15日・評論「自らを「花」として捧げる 藤川幸之助」[18]
- 詩誌「ざわざわー子ども文学の実験ー」6号（四季の森社）2021年8月25日・詩【しごとごとごと音がする】「靴屋」
- 雑誌「日本児童文学」2020年9・10月号・詩「ドーナツの穴」
- 雑誌「月刊 清流」（清流出版）2019年10月号・詩「バス停のイス」
- 雑誌「月刊 社会教育」（国土社）2017年7月号・エッセイ「月の介護」
- フリーペーパー「月刊 ウェンディ328号」2016年9月15日・エッセイ「味わい」
- 雑誌「道徳と特別活動」（文溪堂）2016年8月号・コラム「今、君たちに伝えたいこと〜どうしても詩人になりたかった」
- 雑誌「認知症ケア最前線」（QOLサービス） 「支える側が支えられるとき～認知症の母が教えてくれたこと～」連載2015年〜2016年
- 雑誌「日本児童文学」2015年5・6月号（小峰書店）・詩「おならのいきがい」
- 雑誌「月刊 介護保険2015年6月号」（法研）・エッセイ「認知症でも消せないもの（下）」
- 雑誌「月刊 介護保険2015年5月号」（法研）・エッセイ「認知症でも消せないもの（上）」
- 雑誌「笑顔の介護」2015年spring vol.2（プラス株式会社）・エッセイ「悲しみと悲しさ」
- 問題集「平成27年度北海道実力12＆4」（学宝社）に問題として詩「道」
- 雑誌「認知症ケア最前線」（QOLサービス）「五行の詩（うた）～認知症介護から幸せを捉え直す～」連載 2014年〜2015年
- 問題集「平成26年度用入試対策用教材マイペース」（学宝社）に問題として詩「道」
- 雑誌「月刊 WAM」（独立行政法人 福祉医療機構）2014年11月号・エッセイ「命へのまなざし」
- 雑誌「文藝春秋 SPECIAL」2014年 03月号「藤川幸之助スペシャルエッセー・認知症の母の存在が僕を支え続けてくれた」[19]
- 雑誌 「NHKテキスト　社会福祉セミナー」（NHK出版）巻頭詩「藤川幸之助・いのちをうたう」連載 20013年〜2016年
- セミナー講演録集 vol. 30　マッセOsaka [編]・大阪府市町村振興協会おおさか市町村職員研修研究センター　2013年3月
- 雑誌「おはよう21」（中央法規出版）「命が命を生かす瞬間（とき）」 連載 2011年〜2012年
- 雑誌「同朋」（東本願寺出版）「おむつの詩（うた）」連載2010年〜2012年
- 雑誌「介護人材Q&A」（産労総合研究所）詩とエッセイ連載2009年〜2010年
- 長崎新聞「母のうた〜支える側が支えられる時」（全80回）連載2006年7月4日〜2013年3月27日
- 雑誌「日本児童文学」1998年6月号・詩 「葉」 / 藤川幸之助[20]
- 雑誌「日本児童文学」1995年11月号・子どもだったころに―写真 写真という幸せ / 藤川幸之助[21]
- 雑誌「子どもの文化」（文民教育協会子どもの文化研究所）1991年8月号・8月の詩 まんじゅしゃげ / 藤川幸之助[22]
- 雑誌「日本児童文学」1991年7月号・第13回日本児童文学創作コンクール入選作品発表 入選作≪詩≫ぼくの漁り火 / 藤川幸之助[23]

## メディア
（出演・対談・インタビュー）
- 2024年12月1日・TBS NEWS DIG インタビュー記事「一日一食と聞けば自分も一食に」谷川俊太郎を追い続けた詩人・藤川幸之助が語る忘れられない言葉
- 2024年6月６日・NHK・FM、ラジオ第1・「ラジオ深夜便」アーカイブス「認知症と向き合う」詩人・児童文学作家 藤川幸之助（初回放送2012年12月16日の再放送）
- 2023年9月No.153・全国人権擁護委員連合会機関誌「人権のひろば」No.153・人権インタビュー「恥ずかしゅうなか！こん姿は認知症ば抱えたお前の母親が必死にいきとる姿なんばい！」
- 2023年9月・「わたし大賞」（三井住友信託銀行主催）の選定委員となる。
- 2021年12月号・カタログハウス「月刊 益軒さん」・藤川幸之助さん特別インタビュー「絵本を通して子どもたちに、認知症の人に接する疑似体験をしてもらいたい。」
- 2021年10月号・全国老人保健施設協会機関誌「老健」・インタビュー記事「この人に聞きたい　老健へ一言　vol.19 あちらとこちらの境界線をなくせば、認知症の人を深く感じられる」[25]
- 2021年7月25日・長崎新聞・朝刊「サンデー文化」
- 2021年7月4日・毎日新聞・朝刊「滝野隆浩の掃苔記」
- 2020年4月19日・毎日新聞「滝野隆浩の掃苔記」
- 2020年4月4日・朝日新聞「折々のことば」
- 2019年11月号・月刊「致知」（致知出版）・インタビュー記事「介護の詩 ～認知症の母が教えてくれたこと～藤川幸之助（詩人）」
- 2019年9月21日・朝日新聞「天声人語」
- 2016年10-11月号・雑誌「明日の友224号」（婦人之友社）・平川克美との対談「男も介護を語ろう」
- 2016年5月号・NEC社内雑誌「NWU-COM」・インタビュー記事 「NEC、そして未来へ14・詩人・児童文学作家　藤川幸之助」
- 2016年3月2日・北海道新聞「卓上四季」
- 2015年winter・雑誌「美空vol.37」（オリックスリビング）・インタビュー記事「受け入れることで見えてくる～太陽と月の介護～」
- 2015年5月13日・NHK・ハートネットTV「あなたの中の私を失う時 〜認知症の母を詠む〜 詩人・藤川幸之助」
- 2014年6月号・雑誌「おはよう21」（中央法規出版） ・鎌田實との対談「鎌田實の△な介護のすすめ」第1回 鎌田實×藤川幸之助
- 2014年4月20日 ・NBCラジオ・週間さくら町書房・作品朗読
- 2013年11月26日・西日本新聞「人の縁の物語43」
- 2013年11月19日・西日本新聞「人の縁の物語42」
- 2013年10月29日・毎日新聞（鎌田實の「さあ これからだ 66」）
- 2013年1月13日・「NHKラジオ文化講演会」で講演
- 2012年12月16日・NHKラジオ第1 ラジオ深夜便
- 2012年11月13日・日本経済新聞「 集まれ!ほっとエイジ」
- 2012年11月7日・毎日新聞（瀧野隆浩「発信箱」）
- 2012年10月30日・日経ラジオ「集まれ!ほっとエイジ」
- 2012年10月30日〜11月3日・毎日新聞(5回連載）詩人・藤川幸之助「詩人は母の手を握り①〜⑤」
- 2012年8月26日・長崎新聞朝刊「水や空」
- 2012年4月11日・毎日新聞（瀧野隆浩「発信箱」）
- 2012年2月21日・朝日新聞「健康・医療フォーラム」
- 2012年1月1日・同朋新聞（東本願寺出版）・哲学者・鷲田清一、心理学者・小沢牧子との鼎談「老いといういのちの相」
- 2010年3月30日・北海道新聞「さわやか介護セミナー」
- 2009年7月10日・産経新聞「老いと生きる」
- 2008年10月12日・読売新聞「ケアノート」
- 2008年9月3日・朝日新聞「ひと」
- 2007年11月号・雑誌「リンクル」（中央法規出版）INTERVIEW 翔ける人 藤川幸之助さん 詩人・児童文学作家[26]
- 2007年10月『マザー』[藤川幸之助 著]--詩歌 (ぼけても心は生きている 本人・家族が望む認知症の看護（日本看護協会出版会）[27]
- 2007年10月3日〜10月5日・西日本新聞（3回連載）「支える側が支えられるとき　上中下」
- 2007年3月4日・京都新聞「ともに生きる」
- 2006年11月23日〜12月28日・読売新聞（6回連載）「ケアノート」
- 2006年7月4日〜2013年3月27日・長崎新聞（80回連載）「母のうた〜支える側が支えられる時」
- 2004年「マザー・詩人藤川幸之助が綴った母との瞬間」（NBC長崎放送が制作したラジオ番組）が、平成１６年度日本民間放送連盟賞最優秀賞受賞，文化庁芸術祭参加作品となる。
- 2000年9月号・雑誌「Voice」 PHP研究所・「この著者に会いたい 藤川幸之助『マザー』」[28]